# Brendan Kelly (musiker)
Brendan Kelly, född 8 september 1976, är basist och sångare i punkbandet The Lawrence Arms från Chicago, och gitarrist och sångare i The Falcon. Slapstick och The Broadways är några av Kellys tidigare band. Han är känd för sin raspiga röst och sitt uppförande när han är berusad.
Kellys vänster- och samhällstexter är hyllade av många som en viktig del av en liten men spirande rörelse av punkrockband som vidrör mer politiska och kultur- och samhällsfrågor. Han gick på Northwestern University i Evanson, IL.